# Miss Maroc
 (février 2012).
Si vous disposez d'ouvrages ou d'articles de référence ou si vous connaissez des sites web de qualité traitant du thème abordé ici, merci de compléter l'article en donnant les références utiles à sa vérifiabilité et en les liant à la section « Notes et références ».
Miss Maroc, est un concours de beauté féminine, destiné aux jeunes femmes de nationalité marocaine et résidentes au Maroc. Le concours existe depuis 1989 et a lieu chaque année au mois de décembre.
La première dauphine Khaouthar Benhalima a représenté le pays à Miss Univers 2021 en Israël, une première depuis 1978, soit 43 ans.
La Miss Maroc 2023 Sonia Mansour a représenté le pays à Miss World 2024 en Inde. Le Maroc était absent depuis 1970, soit 54 ans.

## Lauréates
| Année | Miss Maroc                 |
| ----- | -------------------------- |
| 1953  | Colette Ribes              |
| 1956  | Lydia Marin                |
| 1957  | Jacqueline Dorella Bonilla |
| 1958  | Jocelyne Lambin            |
| 1959  | Raymonde Valle             |
| 1960  | Marilyne Escobar           |
| 1961  | Irene Gorsse               |
| 1962  | Ginette Buenaventes        |
| 1963  | Selma Rahal                |
| 1964  | Leila Gourmala             |
| 1965  | Lucette Garcia             |
| 1966  | Joelle Lesage              |
| 1967  | Naïma Benjelloun           |
| 1968  | Zakia Chamouch             |
| 1969  | Rahima Hachti              |
| 1975  | Salhi Badia                |
| 1978  | Majida Tazi                |
| 2002  | Doja Lahlou                |
| 2006  | Iman Albani                |
| 2012  | Sara Moatamid              |
| 2015  | Fatima Zahra Elhorre       |
| 2016  | Sara Belkiz                |
| 2018  | Rania Aaït                 |
| 2021  | Fatima-Zahra Khayat        |
| 2023  | Sonia Ait Mansour          |